# 나가사키현도 제39호선
나가사키현도 제39호 가미쓰시마 도요타마 선(일본어: 長崎県道39号上対馬豊玉線)은 나가사키현 쓰시마시를 관통하는 주요 지방도이다.

## 노선 정보
- 기점 : 나가사키현 쓰시마시 가미쓰시마정 히타카쓰 (국도 제382호선과 교차)
- 종점 : 나가사키현 쓰시마시 도요타마정 요코우라 (국도 제382호선과 교차)
- 총 거리 : 51.1 km

## 연혁
- 1993년 5월 11일 : 건설성에서 이 현도인 가미쓰시마 도요타마선을 주요 지방도로 승격 및 지정

## 지리
- 통과하는 지자체 : 쓰시마시
- 교차하는 도로 : 국도 382호선, 나가사키현도 제48호선, 나가사키현도 제56호선, 나가사키현도 178호선